# Hwang Sun-ai
Hwang Sun-ai (kor. 황선애; * 18. April 1962 in Daejeon) ist eine ehemalige Badmintonspielerin aus Südkorea.

## Sportliche Karriere
Hwang Sun-ai verzeichnet als größten Erfolg ihrer Karriere im Damendoppel den Gewinn der Bronzemedaille bei der Badminton-Weltmeisterschaft 1985  mit Kang Haeng-suk. Im Einzel gewann sie 1981 die All England, Swedish Open, Japan Open und Chinese Taipei Open. Im Doppel siegte sie 1982 bei den Asienspielen und 1985 in Indien.

## Sportliche Erfolge
| Saison | Veranstaltung       | Disziplin   | Platz | Name                          |
| ------ | ------------------- | ----------- | ----- | ----------------------------- |
| 1981   | All England         | Dameneinzel | 1     | Hwang Sun-ai                  |
| 1981   | Japan Open          | Dameneinzel | 1     | Hwang Sun-ai                  |
| 1981   | Chinese Taipei Open | Dameneinzel | 1     | Hwang Sun-ai                  |
| 1981   | Swedish Open        | Dameneinzel | 1     | Hwang Sun-ai                  |
| 1982   | Asienspiele         | Damendoppel | 1     | Kang Haeng-suk / Hwang Sun-ai |
| 1985   | India Open          | Damendoppel | 1     | Kang Haeng-suk / Hwang Sun-ai |
| 1985   | Weltmeisterschaft   | Damendoppel | 1     | Kang Haeng-suk / Hwang Sun-ai |